# Wolny Wybór
Wolny Wybór – polska grupa muzyczna z nurtu piosenki autorskiej i poezji śpiewanej, której twórcą i liderem był Jacek Antczak.
Zespół rozpoczął działalność w 1987 roku w Kaliszu. W 1989 roku po przeniesieniu się do Wrocławia lider zespołu skompletował nowy skład, który nagrał dwa albumy, zdobył kilka nagród na festiwalach piosenki studenckiej i występował z recitalami autorskimi aż do zawieszenia działalności artystycznej w 1997 roku.

## Skład 1987-1989
- Jacek Antczak – gitara, śpiew;
- Ewa Wiśniewska – skrzypce;
- Marta Gościmińska – fortepian

## Skład 1989-1997
- Jacek Antczak - gitara, śpiew, teksty, kompozycje

- Anna Jaworska - śpiew
- Agnieszka Ostapowicz - skrzypce
- Olesława Kufel - fortepian, śpiew

## Nagrody
- 1989 II Nagroda Ogólnopolskiego Przeglądu Piosenki Autorskiej "OPPA", Warszawa
- 1990 I Nagroda Ogólnopolskiego Przeglądu Piosenki Autorskiej "OPPA", Warszawa
- 1991 Hebanowy Szczebel do kariery" - I Nagroda Spotkania Młodych Autorów i Kompozytorów "SMAK" w Myśliborzu
- 1995 Nagroda Dziennikarzy Festiwalu "Recital", Siedlce

## Dyskografia
- 1991 Ballady i piosenki (MC)
- 1993 Prośba o rozmowę (MC)